# Timeflies
Timeflies es un dúo estadounidense formado en octubre de 2010 que consta de Rob Resnick, productor del grupo y el vocalista Cal Shapiro. Ambos actuaron juntos en la banda de funk surgida de la Universidad de Tufts, The Ride.

## Historia
A pesar de que tiene su inicio en Boston, Cal y Rez son originarios de Nueva York y Nueva Jersey, respectivamente, y actualmente viven en Brooklyn. Utilizando elementos de pop, hip hop, electro, dubstep y rock, Timeflies pretende escapar de las limitaciones de género para crear música expresiva.
A finales de septiembre de 2011, Timeflies lanzó su álbum debut, The Scotch Tape, que resultó ser un gran éxito. Sólo 24 horas después de su lanzamiento, el álbum alcanzó el # 8 en la lista de iTunes en general y # 2 en la lista pop de iTunes. Apodado "cerebros musicales" de la revista Vanity Fair, Cal y Rez, sin duda, tienen un futuro brillante en la industria.
Todos los martes, los chicos hacen un video para sus fanes. "Timeflies Tuesday" ha sido una gran manera para que los seguidores echen un vistazo a lo que está pasando en el mundo de Timeflies siendo uno de los más populares la canción "Under The Sea". Cal y Rez obtienen un respiro al tocar en conciertos, colegios, y lugares de todo el país, el crecimiento de sus fanes base a la difusión de su música. Timeflies actúa regularmente en universidades y diversos lugares de los Estados Unidos.

## Discografía

### Álbumes
| Título          | Detalles del álbum                                                                                   | Tabla de posiciones | Tabla de posiciones | Tabla de posiciones | Tabla de posiciones |
| Título          | Detalles del álbum                                                                                   | EUA                 | EUA Heat            | EUA Rap             | EUA Indie           |
| --------------- | --- | ------------------- | ------------------- | ------------------- | ------------------- |
| The Scotch Tape | - Publicado: 19 de septiembre de 2011 - Discográfica: Sin firmar - Formato: Descarga digital         | —                   | 4                   | —                   | 39                  |
| After Hours     | - Publicado: 29 de abril de 2014 - Discográfica: Island Records - Formato: CD, Descarga digital      | 8                   | —                   | —                   | —                   |
| Just for Fun    | - Publicado: 18 de septiembre de 2015 - Discográfica: Island Records - Formato: CD, descarga digital | 61                  | —                   | —                   | —                   |

### EP (Obras extensas)
| Título        | Detalles del Álbum                                                                                         | Tabla de posiciones | Tabla de posiciones | Tabla de posiciones |
| Título        | Detalles del Álbum                                                                                         | EUA                 | EUA Digital         | EUA Rap             |
| ------------- | --- | ------------------- | ------------------- | ------------------- |
| One Night     | - Publicado: 27 de noviembre de 2012 - Discográfica: Island Records - Formato: Descarga digital            | 29                  | 2                   | 2                   |
| Warning Signs | - Publicado: 14 de octubre de 2014 - Discográfica: Forty8Fifty, Island Records - Formato: Descarga digital | 36                  | —                   | —                   |

### Mixtapes
- Under the Influence (2012)

### Sencillos
| Año  | Título                                         | Tabla de posiciones | Tabla de posiciones | Tabla de posiciones | Álbum        |
| Año  | Título                                         | Hot 100             | EUA Dance           | SUE                 | Álbum        |
| ---- | ---------------------------------------------- | ------------------- | ------------------- | ------------------- | ------------ |
| 2013 | «I Choose U»                                   | 108                 | 6                   | —                   | After Hours  |
| 2014 | «All the Way»                                  | —                   | 48                  | 42                  | After Hours  |
| 2015 | «Worse Things Than Love» (con Natalie La Rose) | —                   | —                   | —                   | Just for Fun |

## Premios y nominaciones
| Año  | Ceremonia | Artista nominado | Categoría                  | Resultado |
| ---- | --------- | ---------------- | -------------------------- | --------- |
| 2013 | Popdust   | Timeflies        | Next Pop Superstar de 2013 | Nominado  |